# Tintin et moi
Pour les articles homonymes, voir Tintin et moi (film).

Tintin et moi est un livre d'entretien entre Hergé et Numa Sadoul publié en 1975 chez Casterman.

## Le livre
En 1970, le jeune Numa Sadoul correspond avec Hergé dans le cadre de sa maîtrise de lettres modernes, Archétypes et concordances dans la bande dessinée moderne. À la fin de la même année, ils se rencontrent au festival de bandes dessinées de Nice, et une première interview est réalisée pour le fanzine Schtroumpf. Quelques mois plus tard, Numa Sadoul va en Belgique pour interviewer d'autres auteurs, et va saluer Hergé. Profitant d'avoir son magnétophone pour lui, il lui propose alors de faire un entretien libre, sans contrainte de temps, en parlant de tout et de rien, et en s'axant autant sur l'œuvre que sur l'homme. À sa grande surprise, Hergé accepte et quatre jours d'entretiens débutent alors.
Le livre est publié en 1975, après plusieurs années de flottement dû à la fois à la difficulté qu'a Numa Sadoul à trouver un éditeur intéressé, qu'à la volonté d'Hergé de réécrire le manuscrit afin qu'il soit parfaitement conforme au message qu'il veut transmettre. Le livre finit par paraître chez Casterman et se vend très bien. Il est alors fréquemment réédité et mis à jour jusqu'à la mort d'Hergé. En 2003, il sort en version de poche chez Flammarion.

## Éditions
Il existe cinq éditions de l'ouvrage, les différentes versions étant mises à jour jusqu'à celle sortie en 1989.
- Tintin et moi - entretiens avec Hergé, Casterman, 1975.
- Entretiens avec Hergé, Casterman, 1983.
- Entretiens avec Hergé (édition définitive), Casterman, coll. « Bibliothèque de Moulinsart », 1989.
- Tintin et moi (entretiens avec Hergé), Casterman, 2000.
- Tintin et moi (entretiens avec Hergé), Flammarion, coll. « Champs », 2003.

## Adaptation
Le livre sert de base à Tintin et moi, un film documentaire danois de Anders Østergaard qui sort en 2003. On y entend des extraits des bandes audios de l'entretien mis en images et commentés par Numa Sadoul, qui en est le narrateur principal, Fanny Rodwell et divers spécialistes de Tintin. Le film a reçu un très bon accueil critique et a notamment reçu le Prix du meilleur documentaire au Festival Européen du film documentaire 2004, et le Bodil du meilleur documentaire 2004.